# Isen (rzeka)
Isen – rzeka w Niemczech, w południowo-wschodniej Górnej Bawarii, w dorzeczu Dunaju. Jest dopływem Innu. Jej długość wynosi 80,93 km, a powierzchnia zlewni 587,09 km².